# Christine Ferneck
Christine Ferneck, född den 29 april 1968 i München, Tyskland, är en västtysk och därefter tysk landhockeyspelare.
Hon tog OS-silver i damernas landhockeyturnering i samband med de olympiska landhockeytävlingarna 1992 i Barcelona.